# Wojownicy (film 2002)
Wojownicy (ang. Warrior Angels) – amerykański film przygodowy z 2002 roku w reżyserii Byrona W. Thompsona. Miał swoją premierę 11 października 2002. W głównych rolach wystąpiły takie gwiazdy jak Joanna Pacuła, Rutger Hauer i Arnold Vosloo.

## Opis fabuły
Jest 1191 rok. Piękna Elizabeth bierze udział w krucjacie. Zostaje ciężko ranna. Jednak silna wola i przyrzeczenie, które dała swojemu synowi, pomaga jej wyzdrowieć. Gdy wraca do swojego zamku odkrywa, że stała się straszna rzecz. Na jej posiadłość napadł straszliwy Grekkor, zabił ludzi i porwał jej ukochanego syna. Elizabeth postanawia uwolnić swoje dziecko i pokonać wroga. W czasie samotnej wędrówki w poszukiwaniu sprzymierzeńców zostaje napadnięta. Ratuje ją Hunter i postanawia wraz z nią walczyć przeciwko Grekkorowi. W niedługi czas później spotykają Eve, która jak się później okaże podpadła mieszkańcom większości miast do których zawitają. W tym samym czasie Grekkor szykuje się do napadu na kolejne miasta. Na swojego pomocnika mianuje Luka, po pojedynku z jednym jego żołnierzy. Grekkor przekonuje również syna Elizabeth, że ta nie żyje i nie wróci. Luke widząc swojego nowego dowódcy zaczyna się buntować. Widząc skradającą się Elizabeth pomaga potem jej uciec i zapędzić Grekkora w pułapkę. Zaczyna się walka w jej zamku. Grekkor i jego armia zostają pokonani.

## Obsada
Joanna Pacuła jako Elizabeth

Rutger Hauer jako Grekkor

Arnold Vosloo jako Luke

Molly Culver jako Hunter

Charlotte Avery jako Eve